# Георг V (Хановер)
Георг V фон Хановер (на немски: Georg V von Hannover; * 27 май 1819, Берлин; † 12 юни 1878, Париж) от род Велфи, е от 1851 до 1878 г. петият и последен крал на Хановер и 2. херцог на британските Камберленд и Тевиотдале.

## Биография
Принц Георг Фридрих Александер Карл Ернст Август (Georg Friedrich Alexander Karl Ernst August) е единственият син и наследник на крал Ернст Август I фон Хановер (1771 – 1851) и съпругата му Фридерика фон Мекленбург-Щрелиц (1778 – 1841). Той е първи братовчед на кралица Виктория (1840 – 1901) и прекарва детството си в Берлин и Великобритания.
Още като малък Георг ослепява. Той губи зрението на лявото си око при боледуване през 1829 и на дясното око през 1833 г. при злополука и цял живот крие пред обществото слепотата си. При отсъствие на баща му той го замества през 1843 г. и го наследява след смъртта му на 18 ноември 1851 г. като крал на Хановер и 2. херцог в Камберленд.
Противно на баща си, той има симпатии към Австрия, а не към Прусия. На 20 септември 1866 г. пруската войска окупира Хановер. Кралят бяга във Виена, фамилията му го последва след една година. През изгнанието си в Париж той издава вестник „Situation“. Във Франция с помощта на писателя Оскар Мединг (като романсие Грегор Самаров) през 1867 г. той съставя частна войска от хановерски бегълци (Велфски легион), за да завладее отново загубеното си кралство. Тогава Прусия конфискува частната му собственост (Welfenfonds).
Слепият крал Георг умира тежко болен на 12 юни 1878 г. в Париж. Той е погребан в Англия в гробницата St. George's Chapel в Замък Уиндзор.
Крал Георг е масон и от 1857 г. велик майстор на Великата ложа на Хановер до нейното ликвидиране през 1866 г. Той е пианист и композитор на около 200 произведения, преди всичко песни за мъжки хорове. Той помага също на съвременниците си Хектор Берлиоз, Роберт Шуман, Рихард Вагнер и Йоханес Брамс.
- Пощенска марка от Хановер 1859 г. с крал Георг V
- Талер-монета от 1865 г. с Георг V

## Фамилия
Георг IV се жени на 18 февруари 1843 г. в дворцовата църква на Хановер за принцеса Мария фон Саксония-Алтенбург (* 14 април 1818; † 9 януари 1907), дъщеря на херцог Йозеф фон Саксония-Алтенбург (1789 – 1868) и съпругата му Амалия фон Вюртемберг (1799 – 1848). Двамата имат три деца:
- Ернст Август фон Хановер (1845 – 1923), кронпринц на Хановер и 3. херцог на Камберленд
- Фридерика (1848 – 1926), ∞ Литуберт фон Павел-Раминген
- Мария (3 декември 1849 – 4 юни 1904), неомъжена

## Издания
- G. M. Willis (Hrsg.):  Hannovers Schicksalsjahr 1866 im Briefwechsel König Georgs V. mit der Königin Marie. Hildesheim 1966.
- Ideen und Betrachtungen über die Eigenschaften der Musik, Helwing, Hannover 1839 (Digitalisat)
- Über Musik und Gesang, Holzhausen, Wien 1879 (Digitalisat)